# Marble Hill (Missouri)
Marble Hill és una població dels Estats Units a l'estat de Missouri. Segons el cens del 2000 tenia 1.502 habitants.

## Demografia
Segons el cens del 2000, Marble Hill tenia 1.502 habitants, 642 habitatges, i 414 famílies. La densitat de població era de 362,5 habitants per km².
Dels 642 habitatges en un 31,8% hi vivien nens de menys de 18 anys, en un 46,6% hi vivien parelles casades, en un 15,6% dones solteres, i en un 35,5% no eren unitats familiars. En el 32,6% dels habitatges hi vivien persones soles el 17% de les quals corresponia a persones de 65 anys o més que vivien soles. El nombre mitjà de persones vivint en cada habitatge era de 2,31 i el nombre mitjà de persones que vivien en cada família era de 2,93.
Per edats la població es repartia de la següent manera: un 27,2% tenia menys de 18 anys, un 9,1% entre 18 i 24, un 24,8% entre 25 i 44, un 20% de 45 a 60 i un 18,9% 65 anys o més.
L'edat mediana era de 36 anys. Per cada 100 dones de 18 o més anys hi havia 78,8 homes.
La renda mediana per habitatge era de 22.163 $ i la renda mediana per família de 29.871 $. Els homes tenien una renda mediana de 25.093 $ mentre que les dones 16.161 $. La renda per capita de la població era de 12.857 $. Entorn del 17,4% de les famílies i el 19,6% de la població estaven per davall del llindar de pobresa.

## Poblacions més properes
El següent diagrama mostra les poblacions més properes.